# Дајна Вошингтон
Дајна Вашингтон (енгл. Dinah Washington; право име Ruth Jones; Тускалуса, Алабама, Сједињене Америчке Државе, 29. август 1924 – Детроит, Мичиген, 14. децембар 1963) била је једна од истакнутих певачица своје генерације. Имала је јединствен глас којим је могла да изводи џез, блуз, Р&Б, поп, чак и госпел.

## Живот
Рут Ли Џонс је рођена у Таскалуси, Алабама, САД. Три године касније, њена породица се преселила у Чикаго. Млада Рут певала је јеванђеље и свирала клавир у баптистичкој цркви св. Луке, а у средњој школи одредили су је да води црквени хор. Ускоро, Рут осваја аматерско такмичење у Краљевском театру у Чикагу, где наступа са песмом "Не могу да се суочим са музиком".
Након освајања такмичења са 15 година почиње да наступа у клубовима. Рут Ли Џонс наступа у разним џез клубовима све док је један од њених пријатеља не доведе на аудицију код Били Холидеја у Гарик бару.
Годину дана касније, Дина Вашингтон се појављује на џез бар сцени уместо Рут Ли Џонс. Изум псеудонима приписује се Џоу Глазеру, менаџеру звезде у успону и Лајонелу Хемптону, који је водио један од најпознатијих чикашких бендова, који је позвао Дину да буде један од његових вокалиста. Са Хемптоном, Дина Вашингтон је наступала две године. 1943, 19-годишња певачица је снимила деби сингл "Evil Gal Blues". Сесију је организовао аутор ове композиције Леонард Федер, а у студију га је пратио секстет састављен од чланова оркестра Лајонела Хемптона.
Дина Вашингтон се удавала осам пута, имала је два сина: George Kenneth Jenkins и Robert Grayson. Њени мужеви су били:
- John Young (1942-1943),
- George Jenkins (1949),
- Walter Buchanan (1950),
- saxophonist Eddie Chamblee (1957),
- Rafael Kampos (1957),
- Horatio Mayar (1959-1960),
- Jackie Hayes (1960),
- Diick Lane (1963).

Рано ујутру 14. децембра 1963. Динин осми супруг Dick Lane, легао је у кревет са својом женом и када се пробудио Дина није реаговала на његове покушаје да је пробуди. Касније, аутопсија је утврдила смртоносну комбинацију secobarbital-а и amytal-а , која ју је однела у смрт у 39. години живота.

## Каријера
Године 1946. Дина Вашингтон започиње своју соло каријеру. Са композитором Леонардом Федером, Дина је морала да ради више од годину дана. Њему дугује најбоље ритмичке и блуз записе из 1940-их.
Године 1948. Дина Вашингтон почиње да ради под туторством издавачке куће Меркур и снима популарне џез и ритмичке и блуз композиције које се редовно појављују у првих десет црних хитова. Први синглови "It’s Тоо Soоn tо Кnоw", "Аm I Аsking Тоо Мuch" и "Baby, Get Lost" стижу на врх Р & Б графикона.
Дина Вашингтон снима десетине џез интерпретација са великим бендовима и малим ансамблима. Најпознатији - са Клифорд Брауном (Clifford Brown), Кларк Теријем (Clаrk Теrri), Бен Вебстером (Ben Webster), а затим и младим Џое Завинулом (Јое Zavinul).
Године 1950. појавио се њен деби албум Песме Динe Вашингтон. У наредних осам година објавила је још 15 албума.
Године 1959. име Дина Вашингтон постаје светски познато. Прво, песма "Unforgettable" се појављује у Топ 20 поп лествицама, а диск Unforgettableget до 10. броја у рејтингу поп албума. Тада је њена интерпретација филма Dorsei Brothers "What а Diff’rence а Day Маkеs", пребачена на латиноамеричку болерo мелодију, освојила осму линију карата. Албум "What а Diff’rence а Day Маkеs" називају "једним од најважнијих албума у историји женског вокала".

## Дискографија
Албуми
· 1950: Dinah Washington (MG-25260)
· 1950: Dynamic Dinah! - The Great Voice of Dinah Washington
· 1952: Blazing Ballads
· 1954: After Hours with Miss "D"
· 1954: Dinah Jams
· 1955: For Those in Love
· 1956: Dinah!
· 1956: In the Land of Hi-Fi
· 1956: The Swingin 'Miss "D"
· 1957: Dinah Washington Sings Fats Waller
· 1958: Dinah Sings Bessie Smith
· 1958: Newport '58
· 1959: The Queen
· 1959: What a Diff'rence a Day Makes!
· 1959: Unforgettable
· 1960: The Two of Us (with Brook Benton)
· 1960: I Concentrate on You
· 1960: For Lonely Lovers
· 1961: September in the Rain
· 1962: Dinah '62
· 1962: In Love
· 1962: Drinking Again
· 1962: Tears and Laughter
· 1962: I Wanna Be Loved
· 1963: Back to the Blues
· 1963: Dinah '63
· 1963: This Is My Story
· 1964: In Tribute
· 1964: Dinah Washington (SR-25269)
· 1967: Dinah Discovered